# Xã Wilson, Quận Clinton, Ohio
Xã Wilson (tiếng Anh: Wilson Township) là một xã thuộc quận Clinton, tiểu bang Ohio, Hoa Kỳ. Năm 2010, dân số của xã này là 505 người.